# Fehérsávos karcsúbagoly
A fehérsávos karcsúbagoly (Trisateles emortualis)  a bagolylepkefélék (Noctuidae) családjában a Trisateles nem egyetlen, Európában is honos faja. Egyes rendszerek az Erebidae család Boletobiinae alcsaládjába sorolják.

## Származása, elterjedése
Boreo-kontinentális faunaelem; nemorális faj. Megtalálható Eurázsia nagy részén, ezen belül Európában szinte mindenhol. Magyarországon a Dunántúl hegy- és dombvidékein, Budapest környékén és az Északi-középhegységben a leggyakoribb. Az Alföldön többnyire szórványos, csak a Szatmár-Beregi-síkságon gyakori.

## Megjelenése, felépítése
A lepke szárnyának fesztávolsága 24–30 milliméter.

## Életmódja, élőhelye
Június–júliusban repül.
A hernyók augusztustól október elejéig főként sérült, illetve lehullott, fonnyadó tölgy- (Quercus) és bükk- (Fagus) leveleken él; ezeket szitaszerűen átlyuggatja (gyakran a földön). A német szakirodalom tápnövényének említi még a közönséges gyertyánt (Carpinus betulus) is.
Bábja telel át.